# Realism (filozofie)
Noțiunea de realism se referă la un mare număr de curente în filozofie, care au ca element comun covingerea că fenomenele există independent de conștiința oamenilor, acționează asupra oamenilor și pot fi denumite prin cuvinte. 
În cazul admiterii existenței unei realități independente de gândire, se vorbește despre un așa numit realism metafizic sau ontologic. 
Opus acestuia este realismul ce rezultă din cunoaștere, realismul epistemologic, care admite că lumea este într-adevăr cognoscibilă, că opiniile noastre rezultă în mod principial din observația independentă a obiectelor existente, obiecte ale unei lumi identice tuturor observatorilor, a cărei cunoaștere corespunde existenței reale.
În filozofia limbajului se vorbește despre un realism semantic, când descrierea lumii exterioare se efectuează prin fraze alcătuite dintr-un vocabular corespunzător realității, rezultat al unei interpretări, care poate fi adevărată sau falsă. Deoarece în teoria cunoașterii se susține că exprimarea cunoștințelor are loc doar prin intermediul limbajului, se pot constata trăsături comune între realismul epistemologic și cel semantic.
Realismul științific pornește de la teza conform căreia diferitele ramuri ale științei duc la cunoașterea lucrurilor, care există independent de diversele ipoteze sau convenții și sunt alcătuite așa cum rezultă din actul cunoașterii. Aceasta presupune admiterea existenței unei lumi exterioare independentă de procesul observației.
Realismul etic reprezintă acea poziție fundamentală a metaeticii, care postulează existența unei realități principial obiective în problemele de bază ale moralei. În mod analog, se vorbește despre un realism teologic referitor la adevărurile postulate de religie. 

## Problemele de bază ale realismului filozofic
Chestiunea fundamentală a adoptării unei poziții realiste în filozofie este răspunsul la întrebarea dacă existența obiectivă determină conștiința sau conștiința determină existența lucrurilor (primatul obiectului sau al subiectului). În viața de toate zilele este de la sine înțeles că mai există și alți oameni și diverse obiecte (clădiri, scaune, pietre etc.). Cei mai mulți oameni sunt conștienți de faptul că percepția lucrurilor poate fi influențată de starea organelor de simț sau de prelucrarea acestor percepții în creier. Totuși doar prin reflectare filozofică realitatea devine problematică. Problema existenței unei lumi reale a fost dezbătută încă de reprezentanții filozofiei grecești clasice. În această ordine de idei se citează adesea postulatul lui Protagoras: "Omul este măsura tuturor lucrurilor, a celor existente, așa cum sunt, și a celor inexistente, așa cum nu sunt". La fel de cunoscută este teza lui George Berkeley: "Esse est percepi" ("A exista înseamnă a fi perceput"). Amândouă citatele au la bază întrebarea: Există într-adevăr o realitate independent de conștiința oamenilor, respectiv o relație cauzală între realitate și ceea ce este perceput? Semnificația practică a acestei chestiuni constă în faptul că, fără acceptarea unei realități de sine stătătoare, nu este posibilă nicio afirmație categorică privind lucrurile sau faptele din lumea exterioară. Realitatea servește reprezentanților realismului filosofic drept criteriu normativ pentru aprecierea unei afirmații ca adevărată sau falsă. Dacă se contestă posibilitatea de cunoaștere a realității, alternativa conceptuală este scepticismul din care derivă în mod inevitabil relativismul. În consecință problema realismului în filosofie este o temă integrală a teoriei cunoașterii.
Discuțiile privind problemele de bază ale realismului se lovesc de dificultatea ce rezultă din multitudinea obiectelor cărora li se atribuie o existență reală. În discuție intră astfel obiecte materiale perceptibile (scaune, păsări, arbori etc.) și obiecte neperceptibile (particule elementare de energie, componente ale nucleului atomic etc.), forțe cum sunt gravitația și atracția magnetică, proprietăți fizice (de ex.: curbura spațio-temporală), elemente abstracte (melodie), simboluri matematice (numere, multiplicatori). La acestea se adaugă noțiuni generale (roșeață, frumusețe), legi naturale, stări mentale (gânduri, reprezentări), valori morale și norme estetice.
În luările de poziție filozofice pot fi combinate diverse puncte de vedere realistice. Astfel unele cazuri sunt interpretate de pe poziția realismului ontologic, refuzându-se punctul de vedere al realismului epistemologic, cum procedează unii filozofi ca John Searle sau Michael Devitt, pentru care realismul este o temă exclusiv de domeniul ontologiei.

## Realism ontologic
Existența lucrurilor în afara conștiinței oamenilor este în mare măsură necontestată. Realismul ontologic admite că aceste lucruri ar exista chiar în absența oamenilor. Omul nu exercită nicio influența asupra existenței și structurii realității. Fără această aserțiune orice cercetare a naturii tuturor celor existente ar fi lipsită de sens. O poziție contrară în această privință ar duce la solipsism, pentru care realitatea nu este decât o pură reprezentare a conștiinței și în consecință orice dovadă a existenței unei lumi exterioare apare imposibilă.
În disputa universalelor a fost pusă întrebarea dacă noțiunile generale - așa zisele „universalia” - au o existență reală. Disputa datează din vremea lui Platon și Aristotel și a atins un punct culminant în evul mediu. Este vorba de opoziția dintre realism și nominalism. Prin nominalism se înțelege acea orientare care susținea că noțiunile generale sau categoriale ("universalia"), precum de exemplu "frumusețea", "binele", "viețuitoare" etc., nu ar fi decât simple nume (nomina). Realismul susține existența universaliilor ante rem, respectiv faptul că noțiunile își au existența pentru sine, în felul ideilor platonice. Nominalismul („via moderna”) este un curent sceptic, care contestă existența specifică, particulară a abstracțiunii. Noțiunea lui de realitate coincide în mod necesar cu realitatea perceptibilă a lucrurilor, a căror individualitate reprezintă realul față de ideea abstractă. Prin opoziție, realismul universaliilor pune accentul realității pe abstract, pe idee, pe universal, situat înaintea lucrului (ante rem). 
În filozofia modernă părerea cea mai răspândită asupra universaliior este exprimată de curentul denumit conceptualism, care admite că noțiunile generale sunt construite în conștiință, dar sunt în legătură nemijlocită cu lucrurile cărora corespund.

## Realism epistemologic
În teoria cunoașterii, realismul pornește de la premizele realismului ontologic. Lucrurile și faptele existente sunt pentru realismul epistemologic cognosibile. Există o gamă largă de opinii privitoare la gradul sau măsura în care poate fi cunoscută lumea reală. O primă deosebire fundamentală constă în chestiunea, dacă obiectele cognoscibile sunt independente de modul în care devin cunoscute de om sau imaginea obiectelor în conștiință depinde totdeauna de capacitatea de cunoaștere a omului.
Contrar realismului epistemologic este idealismul, care susține că imaginea lumii, așa cum ne apare, este construită cu precădere în conștiința oamenilor. Idealismul neagă o existență a lucrurilor fără participarea rațiunii umane. Variante moderne ale idealismului se întâlnesc în diverse prezumpții ale constructivismului. O altă concepție antirealistică este ficționalismul, ai căror reprezentanți refuză capacitatea de cunoaștere a realității, dar - din motive pragmatice - socotesc că este util să construiască un raționament pornind de la o realitate fictivă. 

### Realism transcendental și realism empiric
Immanuel Kant face deosebirea între realism transcendental și realism empiric. El ține să precizeze că prin idealism nu trebuie înțeleasă o negare a existenței lumii exterioare, ci convingerea că realitatea nu poate fi cunoscută prin percepție nemijlocită și, în consecință, "orice experiență posibilă nu este capabilă să dea o imagine completă și incontestabilă a realității". Prin contrast, realismul transcendental (sau metafizic) consideră timpul și spațiul drept ceva dat, "își reprezintă deci lumea exterioară (în măsura în care i se recunoaște realitatea) ca lucruri în sine, care există independent de noi și de simțurile noastre". Referindu-se la realismul empiric, Kant consideră că "orice sursă exterioară a unei percepții dovedește nemijlocit existența unui lucru real, sau este mai degrabă însăși realitatea". În problema teoriei cunoașterii, poziția lui Kant este aceea a unui idealism transcendental cuplat cu realismul empiric. Aceasta înseamnă că, pentru Kant, nu există cunoaștere fără percepție empirică, dar că structura cunoașterii se formează - datorită capacității specifice gândirii - prin intervenția noțiunilor generale apriorice (spațiu, timp, categorii).

### Realism naiv
Reprezentanții realismului zis "naiv" consideră că lumea este așa cum este ea percepută de om. Se admite că în procesul de cunoaștere a lumii pot rezulta și percepții false, datele percepute prin simțuri sunt deaceea prelucrate de funcțiile cognitive ale creierului. Realiștii naivi văd o relație de reflectare nemijlocită între lume și reprezentarea ei în conștiință, în esență omul percepe lumea așa cum este ea. Întrucât această poziție corespunde înțelegerii fiecărui om, concepția a fost denumită și "realism de bun simț" (common sense realism). Un reprezentant al realismului naiv în filozofia modernă este George Edward Moore, care reproșează idealismului faptul de a confunda percepția cu obiectul perceput. Această poziție corespunde "Noului Realism" (New Realism) de la începutul secolului al XX-lea, ai cărui principali reprezentanți au fost în Statele Unite ale Americii William Pepperell Montague și Ralph Barton Perry. O variantă a realismului naiv este teoria reflectării din materialismul dialectic.

### Realism reprezentațional
Precursori ai acestui curent în teoria cunoașterii pot fi considerați René Descartes sau John Locke. Spre deosebire de realismul naiv, reprezentanții realismului reprezentațional consideră că realitatea poate fi cunoscută numai prin mijlocirea conștiinței (Bertrand Russel). Reprezentările sunt date ale simțurilor, exprimând realitatea prin sau în afara limbajului. Chiar dacă reprezentările nu corespund neapărat structurei realității, există totuși o legătură constantă între lumea exterioară și conștiință (Izomorfie), interpretată ca relație cauzală (Fred Dretske). Pentru John Searle und Jerry Fodor reprezentările sunt stări interioare ale conștiinței, care stabilesc o legătură cu realitatea, fiind ele înșile reale.

### Realism intern
În filosofia spiritului (en.: Philosophy of Mind; de.: Philosophie des Geistes) problema reprezentării realității în conștiință este discutată sub termenul de funcționalism, care admite că actele mentale sunt rezultatul unor procese funcționale care au loc în creier. În anii '70 ai secolului trecut, Hilary Putman a dezvoltat o teorie contrară, nematerialistă, pe care a denumit-o "realism intern". Putman respinge teza kantiană a realismului metafizic (transcendental), admițând în schimb concepția realismului empiric. Realitatea este limitată la o corespondență între limbaj și lucrurile reale. Nimic nu se poate spune despre lume fără a folosi limbajul. Dacă într-adevăr ar exista o realitate în afara limbajului, nu s-ar putea decide, care teorie este valabilă și care nu.

### Realism critic
Realismul critic pornește de la ideea existenței lumei reale care corespunde percepției sensoriale, însă - spre deosebire de realismul naiv - consideră că, datorită caracteristicilor percepției umane, lumea nu este cognoscibilă imediat în mod nemijlocit, în măsura în care ea este în concordanță cu reprezentările rezultate din prelucrarea percepțiilor în creier. În procesul de evoluție în timp cunoașterea umană se apropie tot mai mult de realitate, o cunoaștere deplină nu poate fi însă niciodată atinsă. George Santayana este socotit drept cel mai influent reprezentant american al realismului critic. În Europa, reprezentanți ai realismului critic sunt Nicolai Hartmann și Hans Driesch (Germania), Bertrand Russell și Roy Bhaskar (Marea Britanie).
Elemente ale realismului critic se întâlnesc și în raționalismul critic al lui Karl Popper și Hans Albert. Raționalismul critic consideră că sarcina rațiunei nu este dovedirea sau infirmarea adevărului unei afirmații, ci, prin examenul sever cu ajutorul criticii, care nu țintește evidențierea lipsei de fundament al afirmației, pune sub semnul întrebării însăși afirmația.

### Realism ipotetic
Realismul ipotetic este o variantă a realismului critic, care consideră că problemele fundamentale ale realismului nu pot fi rezolvate, dar că este oportun - ca ipoteză de lucru utilă - să se adopte poziția realismului. Această opinie se întâlnește deja la Hermann von Helmholz; în filozofia contemporană un repretentant al realismului ipotetic este Gerhard Vollmer.
Vollmer a elaborat în șapte postulate o expunere amănunțită a bazelor realismului ipotetic, în care încearcă să stabilească o legătură între concepția sa naturalistă asupra lumii și raționalismul critic:
- 1. Existența: Există o lume independentă de percepția și de conștiința omului.
- 2. Structura: Lumea este organizată conform unor principii reale (de ex.: simetrie, invarianțe, structuri topologice și metrice, legi ale naturii, sisteme etc.).
- 3. Continuitate: Între diversele domenii ale realității există relații de continuitate.
- 4. Conștiințe străine: Și alți indivizi (și animalele) recepționează impresii pe calea simțurilor și au propria lor conștiință.
- 5. Relații reciproce: Organele de simț sunt influențate de lumea reală (relație cauzală).
- 6. Funcția creierului: Gândirea și conștiința sunt funcțiuni ale creierului, deci ale unui organ natural.
- 7. Obiectivitate: Afirmațiile științifice trebuie să fie obiective (verificabile și inteligibile intersubiectiv, neconvenționale și independente de persoana observatoare și de metoda folosită).

Vollmer accentuează că aceste postulate corespund unor convingeri, care nu sunt demonstrabile, sunt însă concordante și permit concluzii care nu se contrazic între ele. Ele trebuie acceptate doar ca ipoteze.

### Realism pragmatic
Realismul pragmatic (pragmaticism) a fost dezvoltat de Charles S. Pierce. Acesta poate fi definit astfel: Real este ceea ce nu este fictiv. Legile naturii sunt reale, întrucât au o puternică tendință să se realizeze. Pentru Pierce, legile logicii și ale matematicii aparțin la rândul lor realității verificabile. Realitatea înseamnă "că ceva există în sinea lucrurilor din care se poate trage o concluzie, că lumea este prezentă, este în permanentă mișcare și existența ei corespunde logicei evenimentelor ce se desfășoară în timp". Adevărul și realitatea trebuie înțelese ca noțiuni regulatoare ale existenței evenimentelor actuale, din care decurg legile evenimentelor viitoare.

## Realism semantic
Realismul semantic consideră că afirmațiile privitoare la categoriile discutate au o valoare obiectivă reală, independent de capacitatea noastră de a le cunoaște: ele pot fi sau adevărate sau false (principiul "bivalenței") în raport cu realitatea existentă. Michael Dummett atrage atenția asupra faptului că, din punctul de vedere al realismului semantic, este de presupus o corespondență teoretică cu noțiunea de adevăr, care poate fi afirmat doar după o confirmare prin verificarea empirică. Afirmațiile descriptive sunt deaceea hotărîtoare. Interpretarea semantică a realității poate fi găsită deja în Tractatus Logico-Philosophicus (1921) al lui Ludwig Wittgenstein, după care există o relație reciprocă între cuvinte și lucruri, astfel încât propozițiile care reunesc cuvintele constituie imagini ale realității.

## Realism direct
În dezbaterile filozofice mai recente, Michael Devitt, John McDowell și - în ultimele sale scrieri - Hilary Putman vorbesc despre un realism direct, care este în mare măsură comparabil cu realismul naiv, de care se deosebește însă printr-o combatere mai fermă a pozițiilor antirealiste în sens semantic. După Devitt, între expresiile verbale și obiectele sau clasele cărora corespund există o relație cauzală. Unui obiect i se atribuie un cuvânt, obiectul în sine nu este însă doar o formă de interpretare verbală, ci însăși realitatea.

## Realism științific
Prin realism științific se înțelege acea poziție în teoria cunoașterii, care pornește de la teza de bază, conform căreia teoriile științifice construiesc o imagine a lumii care corespunde structurii ei reale, chiar dacă această structură și legile ei nu sunt nemijlocit accesibile percepției umane. Această poziție este necesară în activitatea din domeniul științelor empirice, pentru că altfel nu ar fi posibilă fundamentarea descrierii și prevederii relaților reciproce pentru explicarea fenomenelor naturale. Teoriile fac posibile rezultate previzibile ale observației. În decursul observațiilor se poate constata, care din teoriile oferite se confirmă și posedă o putere mai mare de explicare a fenomenului observat. Istoria științelor este din acest punct de vedere istoria apropierii de adevăr. Este adevărat că multe teorii, care cândva erau considerate juste și determinau de fapt strategia cercetării, în stadiul actual al cunoștințelor s-au dovedit eronate. Se poate spune de aceea că o "natură dată obiectiv" este principial inexistentă, pentru că natura poate fi abordată doar în limitele unor paradigme constituite în cursul cercetării practice.
Ținând seama de datele actuale ale științei cu privire la fenomenele reale, cercetătorii sunt astăzi în cea mai mare măsură de acord că realitatea poate fi transpusă în simboluri (de ex. semnele și formulele matematice) și că, în principiu, cunoștințele științifice se dezvoltă în virtutea teoriilor și sunt interpretate prin acestea.

## Realism etic
În metaetică sau etica analitică, realismul etic admite existența unor valori morale obiective, independente de aprecierile subiective. Valorile morale nu sunt constituite în urma unor preferințe personale, ele decurg din criterii obiective care stabilesc valabilitatea lor.

### Realism etic minimal
Realismul etic minimal postulează valabilitea unei judecăți morale, admite însă că în anumite împrejurări o judecată morală poate fi eronată.

### Realism etic maximal
Reprezentanții realismului etic maximal (fundamental) afirmă că există criterii obiective pentru aprecierea valabilității unei norme morale. Se deosebesc mai multe curente în raport cu regulile după care se recunoaște adevărul unei asemenea aserțiuni:

#### Realism valoric substanțial
Pornind de la filozofia valorilor de la începutul secolului al XX-lea (Heinrich Rickert, Robert Reininger), unii reprezentanți ai realismului etic consideră că valorile, ca entități cu particularități deosebite, au o existență ontologică proprie. După Max Scheler, există "calități valorice adevărate apriorice" independente de modificările produse în lumea binelui sau a răului, care se confirmă prin însăși evidența lor ("intuiționism moral").

#### Realism moral procedural
Thomas Nagel consideră că, pentru evaluarea unei aserțiuni morale, este nevoie să se adopte un punct de vedere nepărtinitor și lipsit de subiectivitate. Important nu este dacă binele există, ci calitatea unei norme de a putea fi etichetată în mod pozitiv fără idei preconcepute. Criticii îi obiectează lui Nagel că nu ține seama de faptul că realismul etic postulează tocmai condiția normativă a necesității logice de apreciere a unei conduite conform criteriilor morale.

#### Realism moral rațional
Neokantienii, ca John Rawls, admit că există maxime morale care sunt universal valabile pentru rațiunea practică. Această afirmație presupune existența ontologică a unor normative morale fundamentale.

## Critica antagonismului realism-idealism
Rudolf Carnap consideră că discuția filozofică privind antagonismul dintre realism și idealsm reprezintă o problemă aparentă. Ținând seama de premizele metafizice în legătură atât cu tezele realismului, cât și cu cele ale idealismului, răspunsul la această dispută este lipsit de sens și irelevant pentru progresul științelor, întru cât nu rezistă la o verificare empirică. Immanuel Kant considera că imposibilitatea de a demonstra existența lumii "din afara noastră", care poate fi doar crezută, reprezintă un "scandal al filozofiei", la care Martin Heidegger răspunde: "Scandal al filozofiei nu este lipsa unei asemenea dovezi, ci încercarea permanentă de a găsi o dovadă", pentru că "sarcina filozofiei nu constă în a demonstra existența unei lumi exterioare, ci să explice de ce existența în lume are tendința de a se anihila în procesul cunoașterii, pentru a se lăsa apoi dovedită".
Și Richard Rorty respinge necesitatea unei discuții asupra antagonismului dintre realism și antirealism, între care nu ar exista nicio contradicție. În cele din urmă atât realiștii, cât și antirealiștii acceptă în egală măsură afirmațiile cu privire la fapte sau obiecte, diferența constă doar în modul de formulare.